# Heterophryxus australis
Heterophryxus australis är en kräftdjursart som beskrevs av Schultz 1977. Heterophryxus australis ingår i släktet Heterophryxus och familjen Dajidae.
Artens utbredningsområde är Södra Ishavet. Inga underarter finns listade i Catalogue of Life.